# DJ Snake
Вільям Самі Етьєнн Грігасін (фр. William Sami Etienne Grigahcine; нар. 13 червня 1986, Париж, Франція) — французький ді-джей та музичний продюсер, відоміший як DJ Snake. Номінант премії Греммі. Дебютував на міжнародній сцені 2013 року синглами «Bird Machine» та «Turn Down for What». 2018 року посів дев'яте місце в рейтингу танцювальної музики Billboard Dance 100.

## Ранні роки
Народився в Парижі у алжирській родині та виріс у Ермоні. Серед артистів, які здійснили на нього перший серйозний вплив називає Cut Killer з фільму «Ненависть», KRS-one та Cypress Hill. В юності займався графіті і саме тоді отримав прізвисько Snake (англ. Змія) через вміння уникати поліції. Коли він почав діджеїти у своєму місті, то всі його почали саме так називати. На рахунок цього він згодом сказав: «DJ Snake? Добре, хай буде. Ім'я відстійне, але вже пізно змінювати». Снейк почав діджеїти в 14, а писати музику — в 19.

## Кар'єра
2011 року спродюсував альбом Lady Gaga Born This Way, який був номінований на премію Греммі як Найкращий альбом 2012 року. Після цього зробив ремікси на такі пісні, як «New Slaves» Каньє Веста, «You Know You Like It» AlunaGeorge, «It's You» Duck Sauce, «Bubble Butt» Major Lazer. 2013 року зробив ремікс пісні «Move Your Feet» Junior Senior. Того ж року разом з Полом Блером спродюсував три пісні з альбому Леді Гаги ARTPOP — «Applause», «Sexxx Dreams», and «Do What U Want».
2014 року разом з Діллоном Френсісом виступав на розігріві Skrillex у його турі Mothership Tour 2014. 2015 року виступив на Коачеллі.
У грудні 2013 року на лейблі Columbia Records разом з Lil Jon випустив сингл «Turn Down for What». Відео на пісню з'явилось у березні 2014 року та згодом було номіновано на отримання нагороди MTV Video Music Award за найкращу режисуру, художню постановку, візуальні ефекти та нагороду MTV Clubland.
У лютому 2014 року з Діллоном Френсісом випустив пісню «Get Low», яка стала першим синглом з альбому Френсіса Money Sucks, Friends Rule. «Get Low» і «Turn Down for What» стали саундтреками до фільму «Форсаж 7».
У грудні 2014 року вийшов ремікс Снейка на пісню «You Know You Like It» дуету AlunaGeorge на лейблі Island Records. У червні 2015 року пісня досягла першого місця у чарті Billboard Hot Dance Airplay та 13-ого у Billboard Hot 100. Того ж місяця Ассошіейтед прес назвало ремікс 8-м найбільш програваним треком на ресурсі Spotify у США. Сама робота над реміксом зайняла у Снейка чотири години. Співпраця з AlunaGeorge відбувалась через мережу інтернет, а запис вокалу він отримав через електронну пошту.
У березні 2015 року на лейблі Mad Decent вийшла пісня «Lean On», записана за участі Major Lazer та MØ. Сингл став головним з альбому Major Lazer Peace Is the Mission. Він одразу ж потрапив у такі чарти Billboard, як Rhythmic Songs, Top 40 Mainstream, Latin Pop Airplay, Hot Dance Club Songs, Dance/Electronic Songs та Adult Top 40, а також досягнув третього місця у Billboard Hot 100. До листопада 2015 року пісню прослухали 526 мільйони разів на Spotify, що стало рекордом в історії ресурсу.
Наступний сингл Снейка під назвою «Middle», який був записаний за участю Bipolar Sunshine, вийшов 16 жовтня 2015 року на лейблах Interscope Records, Mad Decent та Spinnin' Records.
16 березня 2016 року вийшов відеокліп на пісню. 2 червня 2016 року вийшов сингл «Talk», де присутній вокал Джорджа Мейпла з його пісні «Talk talk». Трек був записаний на лейблі Interscope Records у стилі тропікал-хауз.
5 серпня 2016 року Снейк випустив альбом Encore. «Middle» та «Talk» слугували першими двома синглами з альбому, а третій сингл «Let Me Love You» вийшов одночасно з альбомом. 30 листопада відбулась прем'єра відеокліпу на пісню.
У березні 2018 року заснував свій власний лейбл Premiere Classe Records. 23 лютого 2018 року вийшов сингл «Magenta Riddim», а 28 вересня — сингл «Taki Taki», записаний за участю Селени Гомес, Cardi B та Осуни.
26 липня 2019 вийшов другий студійний альбом Снейка Carte Blanche. Альбом включає в себе сингли «Magenta Riddim», «Taki Taki», «Enzo» та «Loco Contigo». 10 жовтня вийшов ще один сингл «Fuego», записаний за участі Шона Пола, Anitta та Tainy.

## Особисте життя
DJ Snake є фанатом футбольного клубу «ПСЖ».

## Дискографія

### Альбоми
- Encore (2016)
- Carte Blanche (2019)

### Сингли
- «Turn Down for What» (with Lil Jon) (2013)
- «Get Low» (with Dillon Francis) (2014)
- «You Know You Like It» (with AlunaGeorge) (2014)
- «Lean On» (with Major Lazer featuring MØ) (2015)
- «Middle» (featuring Bipolar Sunshine) (2015)
- «Talk» (featuring George Maple) (2016)
- «Let Me Love You» (featuring Justin Bieber) (2016)
- «The Half» (featuring Jeremih, Young Thug and Swizz Beatz) (2017)
- «A Different Way» (featuring Lauv) (2017)
- «Broken Summer» (featuring Max Frost) (2017)
- «Good Day» (Yellow Claw featuring DJ Snake and Elliphant) (2017)
- «Magenta Riddim» (2018)
- «Gassed Up» (with Jauz) (2018)
- «Public Enemy» (with Yellow Claw) (2018)
- «Let's Get Ill» (with Mercer) (2018)
- «Maradona Riddim» (with Niniola) (2018)
- «Creep On Me» (with Gashi and French Montana) (2018)
- «Taki Taki» (featuring Selena Gomez, Cardi B and Ozuna) (2018)
- «Try Me» (with Plastic Toy) (2019)
- «Enzo» (with Sheck Wes, featuring Offset, 21 Savage and Gucci Mane) (2019)
- «Loco Contigo» (with J Balvin featuring Tyga) (2019)
- «Fuego» (with Sean Paul and Anitta featuring Tainy) (2020)
- «Trust Nobody» (2020)
- «Selfish Love» (with Selena Gomez) (2021)
- «Enjoy Enjaami (with Dhee featuring Arivu and Santhosh Narayanan)» (2021)
- «Ring the Alarm» (with Malaa) (2021)
- «You Are My High» (2021)
- «Run It» (with Rick Ross and Rich Brian) (2021)
- «Pondicherry» (with Malaa) (2021)
- «SG» (with Ozuna, Megan Thee Stallion, and Lisa) (2021)
- «Disco Maghreb» (2022)

## Відеокліпи
| Пісня                                                      | Рік  | Режисер                  |
| ---------------------------------------------------------- | ---- | ------------------------ |
| «Turn Down for What» (with Lil Jon)                        | 2014 | Daniels                  |
| «Get Low» (with Dillon Francis)                            | 2014 | Mister Whitmore          |
| «You Know You Like It» (with AlunaGeorge)                  | 2014 | Семмі Равал              |
| «Lean On» (with Major Lazer featuring MØ)                  | 2015 | Тім Ерем                 |
| «Middle» (featuring Bipolar Sunshine)                      | 2016 | Колін Тіллі              |
| «Talk» (featuring George Maple)                            | 2016 | Еміль Нава               |
| «Let Me Love You» (featuring Justin Bieber)                | 2016 | Джеймс Ліс               |
| «The Half» (featuring Jeremih, Young Thug and Swizz Beatz) | 2017 | Director X               |
| «A Different Way» (featuring Lauv)                         | 2017 | Колін Тіллі              |
| «Magenta Riddim»                                           | 2018 | Ваня Гейманн, Гал Муджіа |

## Нагороди та номінації

### Нагорода Греммі
| Рік  | Номіновано                          | Нагорода            | Результат | Ref    |
| ---- | ----------------------------------- | ------------------- | --------- | ------ |
| 2012 | Born This Way (як продюсер)         | Альбом року         | Номінація | [ 40 ] |
| 2015 | «Turn Down for What» (with Lil Jon) | Найкращий відеокліп | Номінація | [ 41 ] |

### Billboard Music Awards
| Рік  | Номіновано                                  | Нагорода                                  | Результат | Ref    |
| ---- | ------------------------------------------- | ----------------------------------------- | --------- | ------ |
| 2015 | «Turn Down for What» (with Lil Jon)         | Найкраща танцювальна пісня                | Перемога  | [ 42 ] |
| 2016 | «You Know You Like It» (with AlunaGeorge)   | Найкраща танцювальна пісня                | Номінація | [ 43 ] |
| 2016 | «Lean On» (with Major Lazer featuring MØ)   | Найкраща танцювальна пісня                | Перемога  | [ 43 ] |
| 2016 | DJ Snake                                    | Найкращий танцювальний/електронний артист | Номінація | [ 43 ] |
| 2017 | DJ Snake                                    | Найкращий танцювальний/електронний артист | Номінація | [ 44 ] |
| 2017 | «Let Me Love You» (featuring Justin Bieber) | Найкраща танцювальна/електронна пісня     | Номінація | [ 44 ] |

### iHeartRadio Music Awards
| Рік  | Номіновано                                  | Нагорода                             | Результат | Ref    |
| ---- | ------------------------------------------- | ------------------------------------ | --------- | ------ |
| 2017 | DJ Snake                                    | Найкращий артист танцювальної музики | Номінація | [ 45 ] |
| 2017 | «Let Me Love You» (featuring Justin Bieber) | Танцювальна пісня року               | Номінація | [ 45 ] |

### Kids' Choice Awards
| Рік  | Номіновано | Нагорода          | Результат | Ref    |
| ---- | ---------- | ----------------- | --------- | ------ |
| 2017 | DJ Snake   | Улюблений ді-джей | Номінація | [ 46 ] |

### MTV Video Music Award
| Рік  | Номіновано                          | Нагорода                    | Результат | Ref    |
| ---- | ----------------------------------- | --------------------------- | --------- | ------ |
| 2014 | «Turn Down for What» (with Lil Jon) | Нагорода MTV Clubland       | Номінація | [ 47 ] |
| 2014 | «Turn Down for What» (with Lil Jon) | Найкраща режисура           | Перемога  | [ 47 ] |
| 2014 | «Turn Down for What» (with Lil Jon) | Найкращі візуальні ефекти   | Номінація | [ 47 ] |
| 2014 | «Turn Down for What» (with Lil Jon) | Найкраща художня постановка | Номінація | [ 47 ] |

### NRJ Music Awards
| Рік  | Номіновано | Нагорода                      | Результат | Ref    |
| ---- | ---------- | ----------------------------- | --------- | ------ |
| 2016 | DJ Snake   | Найкращий французький ді-джей | Номінація | [ 48 ] |
| 2018 | DJ Snake   | Найкращий французький ді-джей | Перемога  |        |

### Teen Choice Awards
| Рік  | Номіновано                          | Нагорода               | Результат | Ref    |
| ---- | ----------------------------------- | ---------------------- | --------- | ------ |
| 2014 | «Turn Down for What» (with Lil Jon) | Найкраща хіп-хоп пісня | Номінація | [ 49 ] |